# Kaislanen (sjö i Sulkava, Södra Savolax)
Kaislanen är en sjö i kommunen Sulkava i landskapet Södra Savolax i Finland. Sjön ligger 81,5 meter över havet. Arean är 55 hektar och strandlinjen är 4,04 kilometer lång. Sjön  ingår i Vuoksens huvudavrinningsområde.   Den ligger omkring 51 kilometer öster om S:t Michel och omkring 260 kilometer nordöst om Helsingfors. 